# Helena Sanguszkówna
Helena Sanguszkówna, niekiedy Helena Sanguszko (ur. 1836 w Gumniskach, zm. 22 kwietnia 1891 w Krakowie) – polska księżniczka, działaczka społeczna, filantropka, członkini założycielka Towarzystwa Tatrzańskiego.

## Życiorys

### Pochodzenie

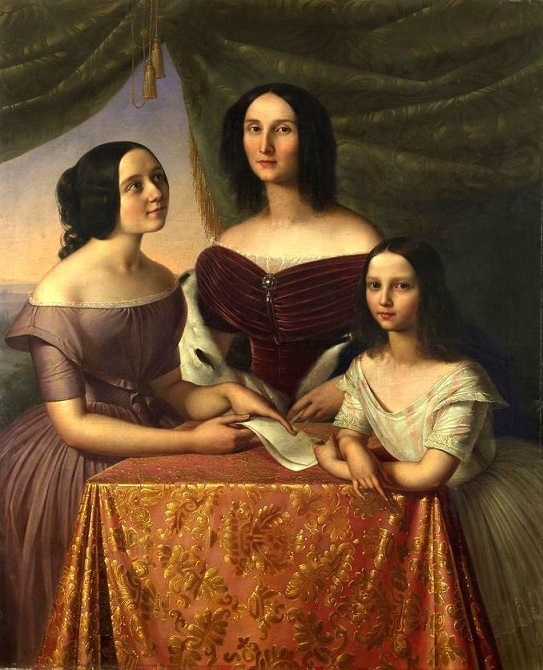
Młoda Helena Sanguszkówna z matką Izabelą Marią z Lubomirskich Sanguszkową i siostrą Jadwigą Klementyną na obrazie Giuseppe Giacoma Battiga (po 1845)

Urodziła się w 1836. Była przedstawicielką kowelskiej linii Sanguszków – magnackiego rodu książęcego wywodzącego się od księcia ratneńskiego Sanguszki, bratanka króla Władysława Jagiełły (gałąź Giedyminowiczów). Jej rodzicami byli Władysław Hieronim Sanguszko i jego cioteczna siostra Izabela Maria z Lubomirskich (matki małżonków: Klementyna z Czartoryskich Sanguszkowa i Teresa z Czartoryskich Lubomirska były siostrami). Miała trzech braci (Romana Damiana, Pawła Romana i Eustachego Stanisława) oraz starszą siostrę Jadwigę Klementynę.
Wśród kandydatów do jej ręki i posagu był m.in. książę Władysław Czartoryski, ale małżeństwu sprzeciwił się Władysław Sanguszko, dbający o dobre stosunki z władzami rosyjskimi. W 1864 była zaręczona z hrabią Alajosem Károlyim, austro-węgierskim dyplomatą. Jesienią 1878 francuski „L’Univers”, a za nim warszawska „Gazeta Handlowa”, przekazały informację o narzeczeństwie i przyszłym ślubie wówczas 42-letniej Heleny Sanguszkówny ze starszym od niej o 22 lata wdowcem, księciem Nemours Ludwikiem Karolem, synem ostatniego króla Francji Ludwika Filipa I. O jej rękę zabiegał także angielski lord Denbigh (konwertyta z anglikanizmu na katolicyzm). Nigdy nie wyszła za mąż.
Słynęła z trybu życia opisywanego jako swobodny, m.in. pozostawała w latach 70. XIX w. w długotrwałym związku z mężem swojej siostry Jadwigi Klementyny, księciem Adamem Stanisławem Sapiehą. Miała z nim dwoje dzieci: córkę, którą oddano na wychowanie we Francji oraz syna, który wychowywał się w rodzinie Sapiehów (uznany przez Jadwigę Klementynę za własne dziecko). Z czasem syn dowiedział się o swoim pochodzeniu, a po śmierci matki wyjechał na stałe do Ameryki.

### Życie towarzyskie i artystyczne

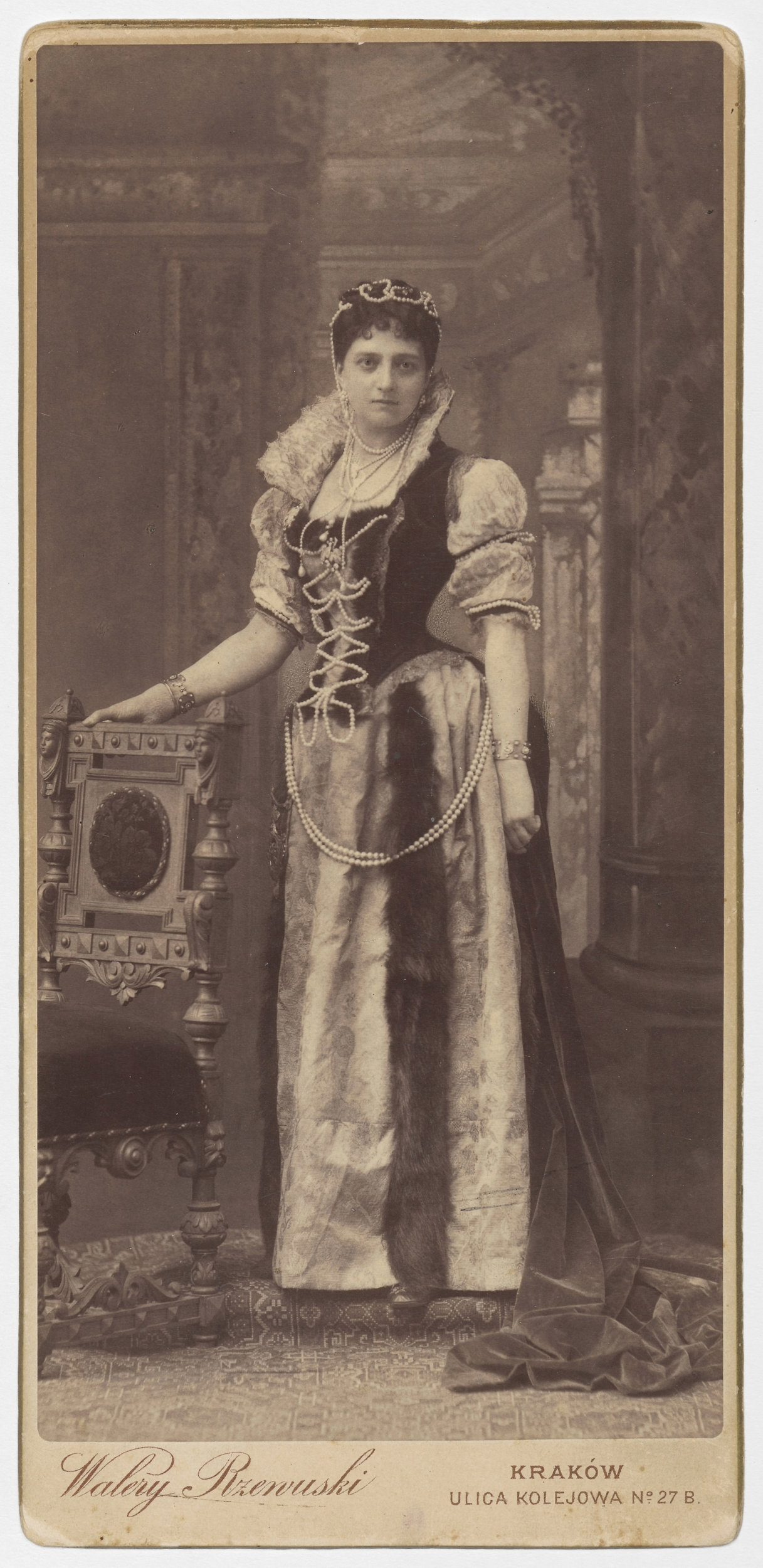
Helena Sanguszkówna w roli księżnej Gryzeldy Wiśniowieckiej na zdjęciu Walerego Rzewuskiego (1884)

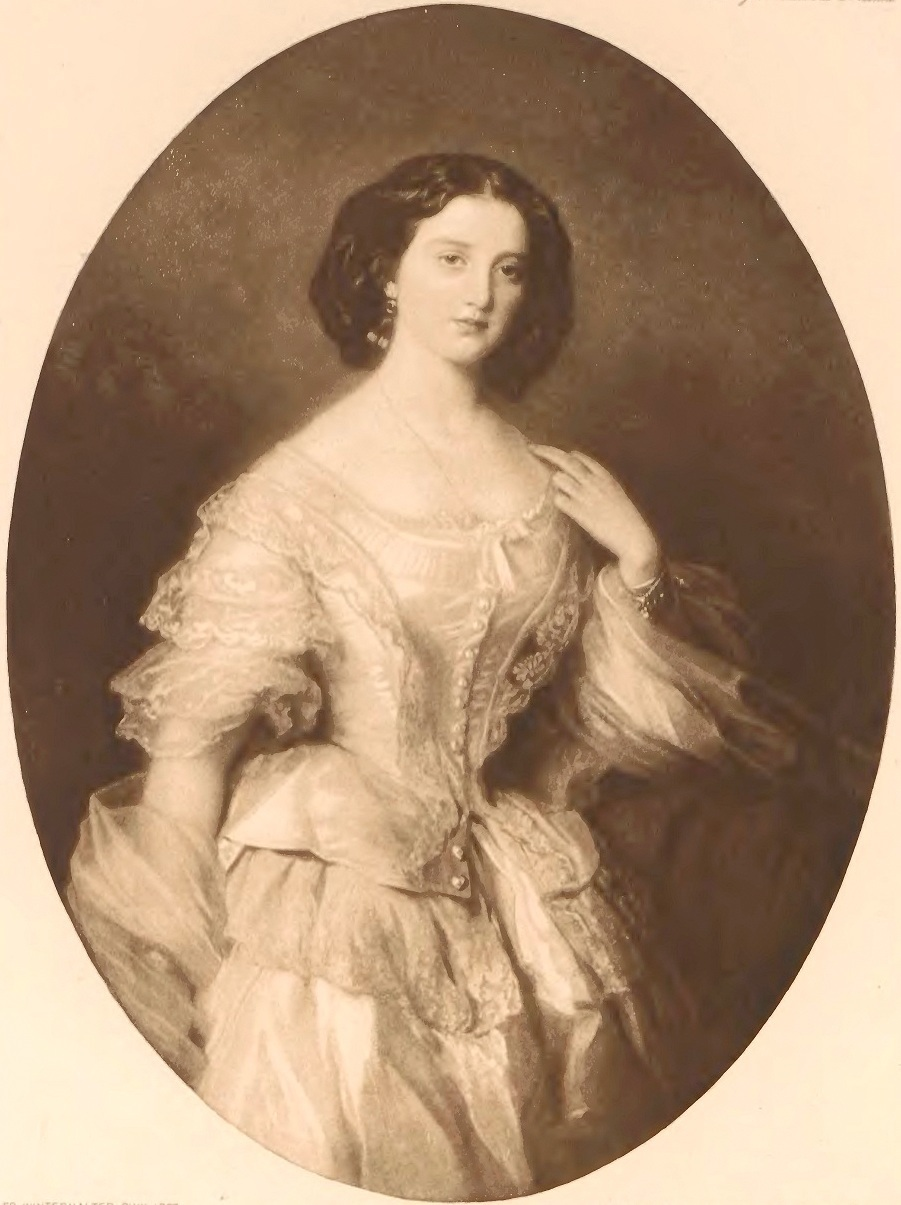
Helena Sanguszkówna na portrecie Franza Xavera Winterhaltera (1857)

Starannie wykształcona w domu rodzinnym w Gumniskach, znała biegle język francuski, w którym pisała zarówno listy, jak i próby literackie i wspomnieniowe (była autorką dziennika). Ze względu na urodę, którą powszechnie się zachwycano, cieszyła się dużym powodzeniem towarzyskim. Stanisław Tarnowski pisał o niej: „miała w postawie i twarzy coś z antyku; młoda bogini Diana mogła być taką jak ona”. Ferdynand Hoesick pisał o niej:

Prawdziwem bóstwem, królującem na tych zebraniach była czarująco piękna księżniczka Helena Sanguszkówna, w której po kolei kochali się wszyscy panicze z arystokracyi, Ludwik Wodzicki w ich liczbie. »To powszechne uwielbienie dla uroczej księżniczki, było czemś więcej, jak cnotą, miało siłę przekonania, czasem zagorzałości; tak dalece, że niektórzy upatrywali wdzięk nadzwyczajny… właśnie w beznadziei. Rozmarzenie było ogólne, przybierało rozmiary epidemii«. Cokolwiekbądź, księżniczka Helena zaznaczyła się, jako niedoścignięty ideał piękności i kobiecości w życiu, przeznaczeniu i wspomnieniach ówczesnej młodzieży. Jej niewysłowiony wdzięk, jej wytworne wzięcie, jej niegłośny, lecz niemniej istotny i subtelny dowcip kobiecy, jej kobiecość, jej wreszcie powab fizyczny, zaliczający ją do najpiękniejszych kobiet swego czasu, wszystko to sprawiało, że wieczory u księstwa Sanguszków, nietylko odznaczały się prawdziwie »europejskim zakrojem«, ale rozpłomieniały serca wielu rówieśników Tarnowskiego.

Nie odmawiano jej również talentu scenicznego: na scenie Teatru Miejskiego w Krakowie grała w żywych obrazach Ogniem i mieczem Gryzeldę Wiśniowiecką. Trzykrotnie zagrała w żywym obrazie Kazimierz Wielki i Aldona, w którym wystąpiła wspólnie z hrabiną Sołtykową. Sanguszkównę przyrównywano także do aktorki Heleny Modrzejewskiej, której była wieloletnią wielbicielką i z którą prowadziła korespondencję.
Uczestniczyła w licznych balach, m.in. balu karnawałowym w Krakowie u książąt Druckich-Lubeckich w 1879 roku, podczas którego w pierwszej parze tańczyła mazura z arcyksięciem Fryderykiem i balu w krakowskich Sukiennicach we wrześniu 1880 roku z okazji wizyty cesarza Franciszka Józefa, w trakcie którego wspólnie z Augustem Gorayskim prowadziła mazura.
W 1885 Helena Sanguszkówna udała się do Paryża na uroczystości ślubne wicehrabiego Charles’a Marie François de La Rochefoucaulda (wnuka jej ciotki Jadwigi z Lubomirskich de Ligne) z księżniczką Charlottą de La Trémoïlle. W przyjęciu zorganizowanym w pałacu de La Trémoille wzięli również udział książę Walii (przyszły król Edward VII), książę Aumale i książę Nemours, z którym była kilka lat wcześniej zaręczona.
Latem 1887 roku podczas podróży po Galicji arcyksiążę Rudolf zatrzymał się w pałacu w Gumniskach – na tę okazję ustawiono bramę triumfalną przy alei prowadzącej do pałacu, a bramę wjazdową do parku w Gumniskach przystrojono w kwiaty, chorągwie, liczne herby i trofea myśliwskie. Na tarasie pałacowym chlebem i solą witała go księżniczka Sanguszkówna (wspólnie z matką oraz księżną Teresą Sapieżyną).
Brała udział w jednym z poniedziałkowych spotkań Deotymy, w trakcie których uczestnicy wypowiadali słowa, które stawały się podstawą poetyckich improwizacji wieszczki. Słowo „serce” wyszeptane przez księżniczkę Sanguszkównę, wraz z podanym wcześniej „dzwonem”, zainspirowało poetkę do wypowiedzenia wiersza o sercu i dzwonie, spisanego później przez polską pamiętnikarkę Paulinę z Lauczów Wilkońską.
Odbywała podróże po Europie, mieszkała na stałe w Krakowie.

### Działalność humanitarna

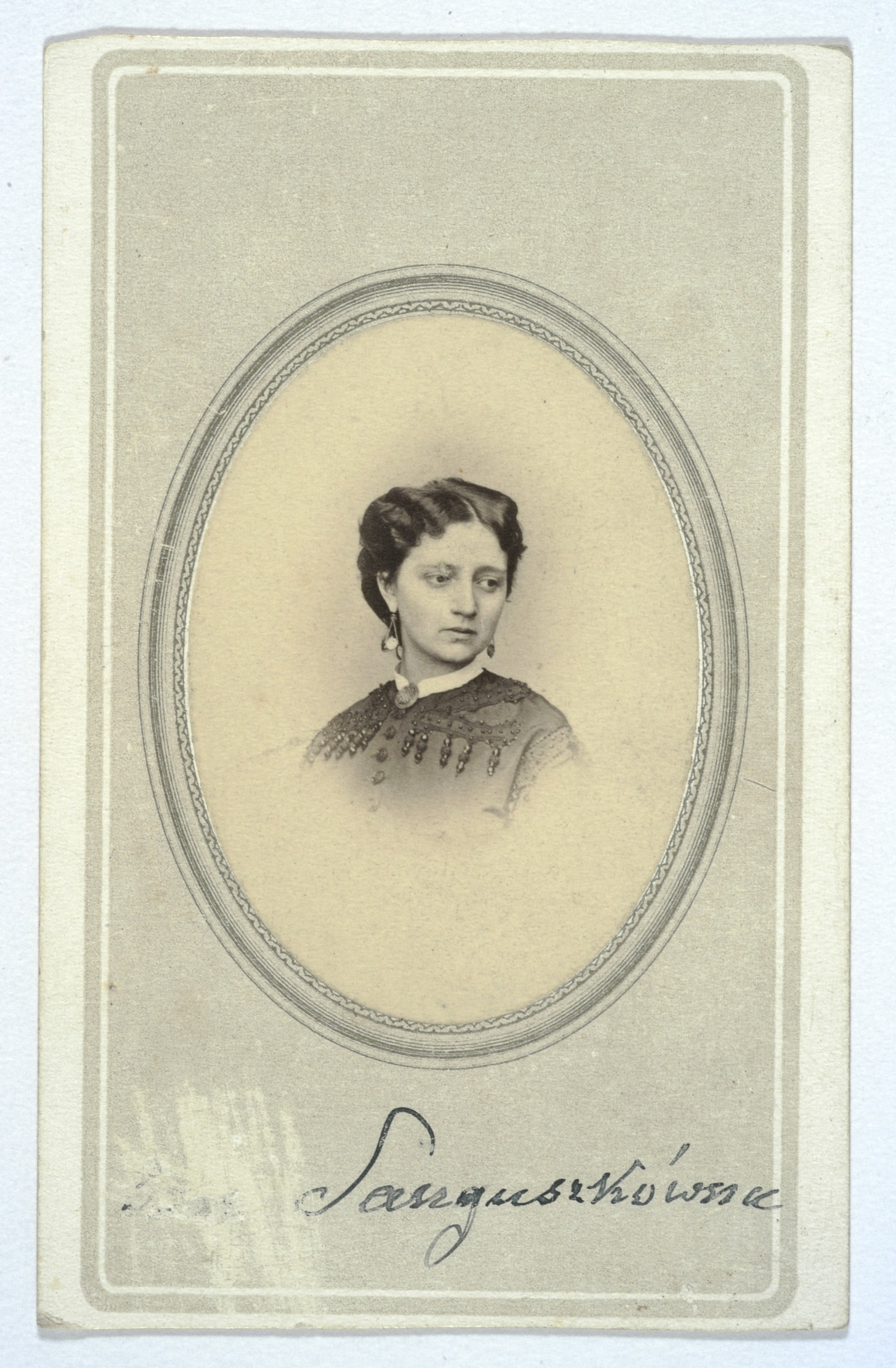
Portret Heleny Sanguszkówny Walerego Rzewuskiego (ok. 1870)

Helena Sanguszkówna była protektorką i członkiem Lwowskiego Towarzystwa Ochrony Zwierząt, a także jednym z członków założycieli Towarzystwa Tatrzańskiego. Obok starosty tarnowskiego księcia Ludwika Łodzi Ponińskiego została matką chrzestną sztandaru ochotniczej straży pożarnej w Tarnowie w 1883 podczas ceremonii z okazji dwusetnej rocznicy odsieczy wiedeńskiej.
Była członkiem zwyczajnym Krakowskiego Towarzystwa Ochrony Zwierząt, w którym działała, odbywając narady z sekretarzem, uczestnicząc w posiedzeniach wydziału i nadając własnoręcznie nagrody (złote dukaty) osobom, które zasłużyły się na rzecz ochrony zwierząt. Wspierała Towarzystwo finansowo, prosząc jednak sekretarza, aby nie publikować wzmianki o jej pomocy. Sprzeciwiła się obowiązującemu w Krakowie zakazowi podróżowania w dorożkach i fiakrach razem z psami i wyrażała chęć zamontowania sztucznych gniazd dla ptaków w parku w Gumniskach. Planowała założenie schroniska i szpitala dla zwierząt w Krakowie, zmarła jednak, nim plan mógł zostać wprowadzony w życie.
Księżniczka Sanguszkówna angażowała się w działalność społeczną. Założyła dwa zakłady dla sierot – jeden w Krakowie, a drugi w Tarnowie.
W kwietniu 1879 roku wzięła udział w balu dobroczynnym w pałacu ministerstwa węgierskiego w Wiedniu, który wspólnie z arcyksięciem Ludwikiem Wiktorem rozpoczęła polonezem.
W 1884 wsparła Komitet Niesienia Pomocy Dotkniętym Powodzią w Zachodnich Powiatach Galicyi sumą 100 złotych reńskich.
W 1887 roku z jej inicjatywy powstało Stowarzyszenie pań dla ochrony krajowego przemysłu zawiązane wraz z innymi mieszkankami Krakowa (m.in. Pelagią Branicką, Cecylią Lubomirską, hrabiną Janową Tarnowską, Stanisławową Potocką i prezydentową Szlachtowską). Będąc jego przewodniczącą, wspierała krakowski przemysł, zachęcając rodaczki do zakupu lokalnych wyrobów. Wsparcie dla rodzimej gospodarki zamanifestowała m.in. podczas balu studentów Uniwersytetu Jagiellońskiego w 1887. Wywołała wielkie zainteresowanie, pojawiając się na nim w stroju uszytym w Polsce, a nie za granicą. Kreacja „bez paryzkich zbytków” spotkała się z powszechnym uznaniem, a obecność księżniczki przyczyniła się do jeszcze większego powodzenia balu. W 1888 wspólnie z paniami ze stowarzyszenia podjęła się sfinansowania kosztów przesyłki wyrobów użytkowych galicyjskich pracownic na glasgowską wystawę robót kobiecych.

### Śmierć i pogrzeb

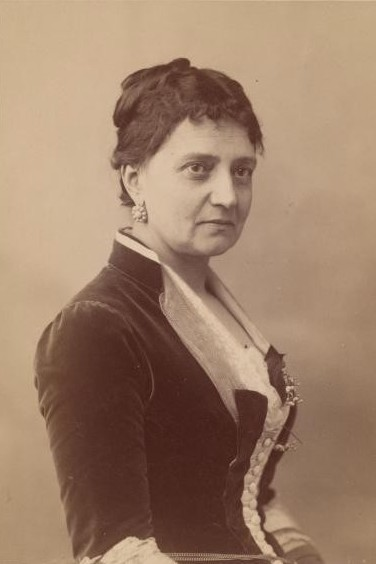
Jeden z ostatnich portretów Heleny Sanguszkówny (ok. 1879–1885)

W kwietniu 1891 Helena Sanguszkówna była już od dłuższego czasu chora. Jej stan zdrowia uległ jednak tak znacznej poprawie, że czuwający przy niej brat książę Eustachy Sanguszko, powrócił pełen nadziei do Lwowa. 21 kwietnia stan księżniczki znacznie się pogorszył, posłano więc po księdza, by opatrzył ją świętymi sakramentami. Wysłano bezzwłocznie telegram do jej brata, który powrócił nocnym pociągiem do Krakowa. Zastał ją przy życiu, jednak godzinę później, o ósmej rano 22 kwietnia, Helena Sanguszkówna zmarła.
24 kwietnia między 8 a 11 rano odbyło się bez przerwy sześć mszy – odprawiane po kolei przez kardynała Albina Dunajewskiego, ojca Konrada ze zgromadzenia księży reformatów, ks. Pawlickiego ze zgromadzenia ojców zmartwychwstańców, ojca Antoniego ze zgromadzenia ojców karmelitów, księdza Józefa Jona, proboszcza parafii św. Marka i ks. Janickiego ze zgromadzenia ojców reformatów. Nazajutrz wyprowadzono z pałacu zwłoki księżniczki do kościoła ojców reformatów, w czym uczestniczyli wikariusz kościoła ks. kanonik Wojciechowski wraz z duchowieństwem i rodziną zmarłej; sąsiednie ulice były zapełnione licznymi żałobnikami. Trumnę do kościoła wnieśli włościanie, po czym żałobne nabożeństwo poprowadził kardynał Dunajewski.

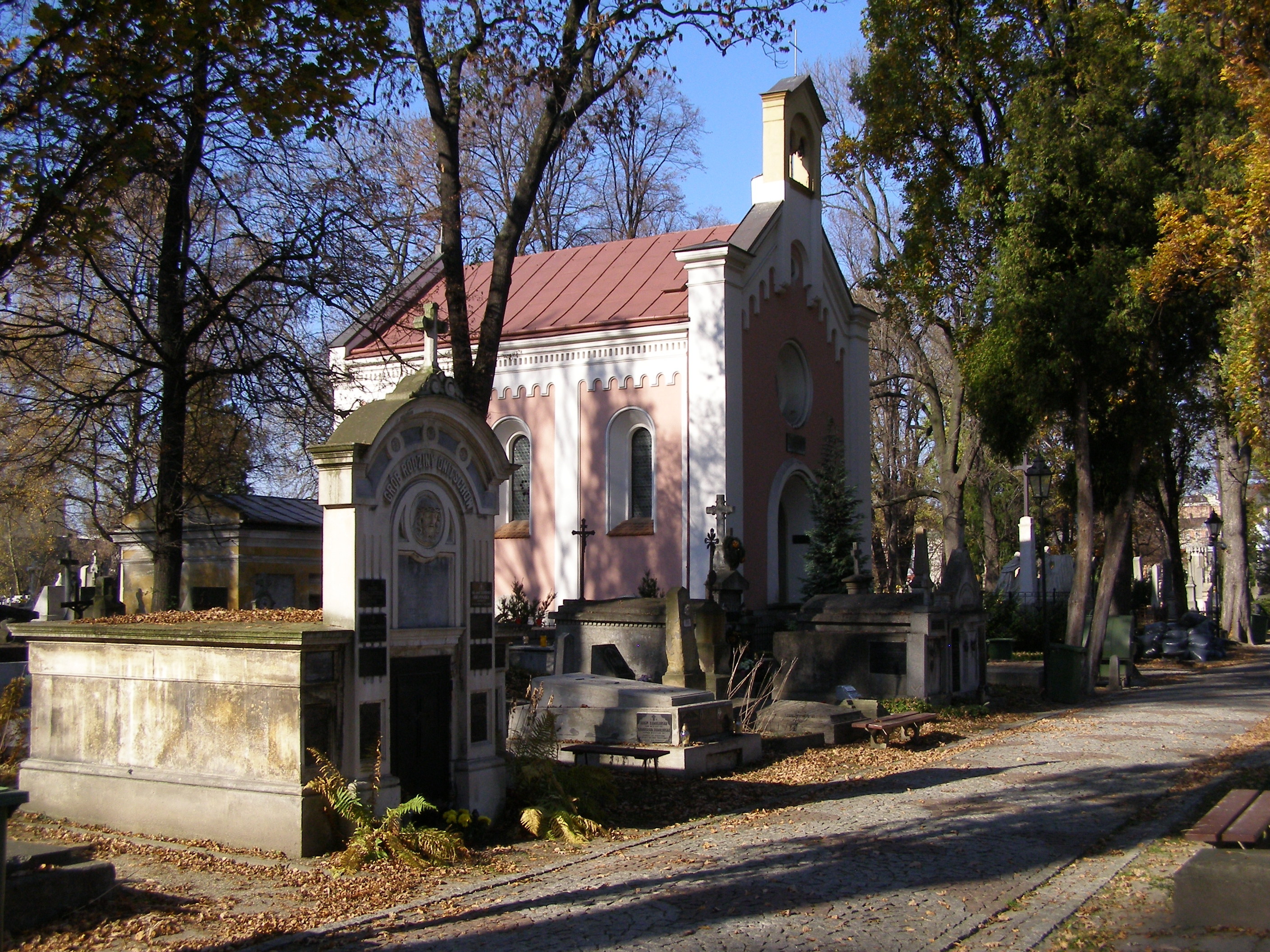
Kaplica książąt Sanguszków na Starym Cmentarzu w Tarnowie – miejsce ostatniego spoczynku Heleny Sanguszkówny

Następnie orszak żałobny prowadzony przez księdza Józefa Franczaka (proboszcza należących do klucza tarnowskiego Wierzchosławic) wyruszył z kościoła na dworzec kolejowy. Na przedzie orszaku, niosąc wieńce, szli przybyli na pogrzeb włościanie z Wierzchosławic i Zalasowej. Dalej postępowali oficjaliści dóbr Sanguszków. Za trumną szli książę Roman Sanguszko, który prowadził hrabinę Katarzynę Potocką, książę Eustachy Sanguszko z księżną Elżbietą Sapieżyną z Potulickich, książę Leon Paweł Sapieha z żoną Teresą Elżbietą z Sanguszków i książę Paweł Sapieha. Dalej szli pozostali krewni i przyjaciele rodziny. W orszaku byli również posłowie: Józef Męciński, August Gorayski z żoną Marią z Borowskich, hrabia Stanisław Mycielski, hrabia Adam Skrzyński, hrabia Stefan Zamoyski, hrabia Stanisław Stadnicki i hrabia Karol Scipio del Campo. Ze Lwowa przybyli hrabia Wilhelm Siemieński-Lewicki z żoną Zofią z Lewickich, delegacja Wydziału Krajowego, wiceprezydent tegoż Antoni Chamiec, członek Wydziału Krajowego Franciszek Hoszard i radca Eskielski. Z Tarnowa przybył tamtejszy burmistrz Witold Rogoyski z członkami rady. W orszaku szli także sąsiedzi Stanisław Kotarski, Jan Kochanowski, Adam Jordan i hrabina Zofia Wallis. Szli także Paweł Popiel, Józef Majer, prezydent Krakowa Feliks Szlachtowski, prezydent sądu Jasiński, Jan Matejko, państwo Kossakowie, Władysław Łuszczkiewicz, prezes Towarzystwa Weteranów z 1831 Konopka i również liczni profesorowie, radcy miejscy, obywatele Krakowa i kupcy krakowscy. Postępował też wydział krakowski Towarzystwa Ochrony Zwierząt z prezesem i reprezentowane przez sekretarza Bronisława Gustawicza Lwowskie Towarzystwo Ochrony Zwierząt.
Pochód pogrzebowy przeszedł ulicami Sławkowską i Basztową, później wzdłuż plantacji ku ulicy Lubicz, aż ulicą Pawią dotarł do magazynów dworca kolejowego, gdzie w wagonie okrytym kirem złożono przy śpiewach żałobnych trumnę. Wieczorem wagon żałobny wyjechał do Tarnowa.
27 kwietnia ciało księżniczki Heleny Sanguszkówny złożono w kaplicy książąt Sanguszków na Starym Cmentarzu w Tarnowie. Nazajutrz uroczyste nabożeństwo żałobne odprawił biskup tarnowski Ignacy Łobos.

## Spuścizna

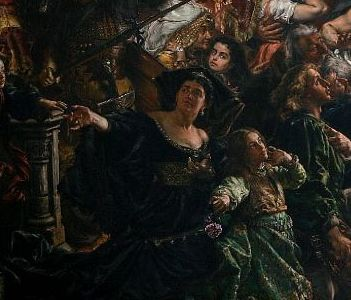
Helena Sanguszkówna jako dama w ciemnej sukni na obrazie Dziewica Orleańska Jana Matejki (fragment, 1886)

Helena Sanguszkówna była autorką rękopiśmiennego dziennika z lat 1848–1849, który przechowywany jest jako depozyt książąt Sanguszków w zbiorach Biblioteki Jagiellońskiej (Dziennik Heleny Sanguszko z lat 1848–1849. Journal d’Helene Sanguszko, Paris 1848, sygnatura: Przyb. 96/56).
Jest bohaterką powieści Kosze i koszyki autorstwa Światowida (pseudonim zbiorowy Stanisława Koźmiana, Anny z Mycielskich Lisickiej, Stanisława Tarnowskiego i Ludwika Wodzickiego), wzorowanej na francuskiej powieści La Croix de Berny.
Książkę z 1890 pt. Wścieklizna u psów zadedykowali autorzy – Józef Limbach i Bronisław Gustawicz – Helenie Sanguszkównie jako „wielkiéj miłośniczce świata zwierzęcego i gorliwemu członkowi Krakowskiego Stowarzyszenia ochrony zwierząt”.
Księżniczce Sanguszkównie swoje utwory zadedykowali działający w Krakowie czeski kompozytor Jan Nepomucen Lemoch (Fantaisie sur un air polonois pour le piano: op. 8) i krakowski kompozytor Józef Lubowski (Polka de concert: pour piano: œuvre 5).
Pozowała do licznych obrazów, m.in. Dziewicy Orleańskiej Jana Matejki (jako dama w ciemnej sukni na dole obrazu).

## Ikonografia

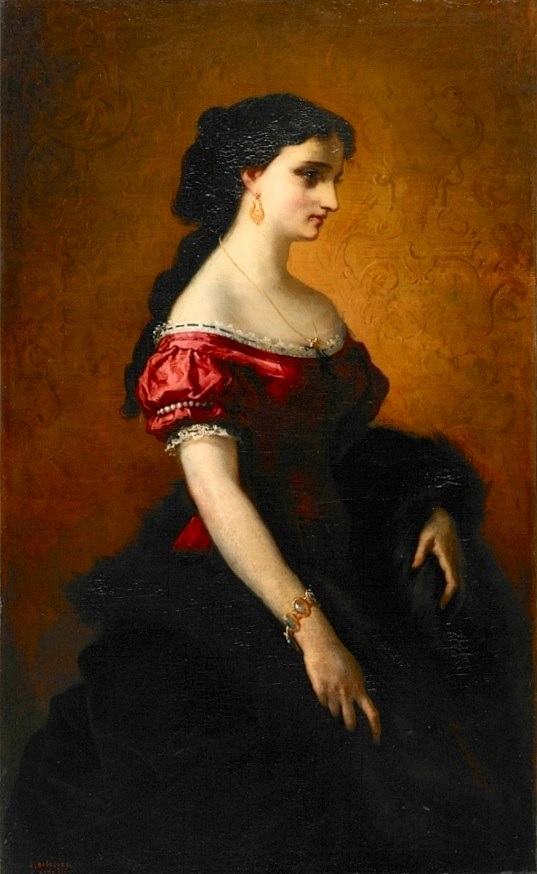
Portret Heleny Sanguszkówny pędzla Antoine’a Bourlarda (1868)

### Obrazy
- Wspólny portret młodej Heleny Sanguszkówny z matką Izabelą Marią i siostrą Jadwigą Klementyną, namalowany przez Giuseppe Giacoma Battiga(inne języki), wykonany po 1845, obraz olejny na płótnie o wymiarach: 118×93,5 cm, znajdujący się w zbiorach Muzeum Ziemi Tarnowskiej w Tarnowie (numer identyfikacyjny: MT-A-M/384)[45].
- Portret Heleny Sanguszkówny, namalowany w Paryżu w 1857 przez Franza Xavera Winterhaltera, obraz olejny na płótnie, znajdował się w 1910 w zbiorach rodu Sanguszków w ich pałacu w Gumniskach, współcześnie również w kolekcji prywatnej[46].
- Portret Heleny Sanguszkówny nieznanego autorstwa, wykonany ok. 1865 w technice mieszanej przy użyciu sepii i gwaszu na papierze o wymiarach 22,2×17,3 cm, znajdujący się w zbiorach Muzeum Ziemi Tarnowskiej w Tarnowie (numer inwentarzowy: MT-A-M/700)[47].
- Portret Heleny Sanguszkówny namalowany w Rzymie przez Antoine’a Bourlarda(inne języki) w 1868, przechowywany w Muzeum Ziemi Tarnowskiej w Tarnowie[48].
- Dziewica Orleańska (jako dama w ciemnej sukni na dole obrazu[44]) Jana Matejki z 1886, obraz olejny na płótnie o wymiarach 973×484 cm, eksponowany w Galerii Rogalińskiej Edwarda Aleksandra Raczyńskiego w pałacu w Rogalinie (oddział Muzeum Narodowego w Poznaniu)[49].

### Fotografie
- Odbitka fotografii Heleny Sanguszkówny wykonanej ok. 1870 przez Walerego Rzewuskiego na papierze albuminowym o wymiarach 10,3x6,5 cm, przechowywana w zbiorach Biblioteki Narodowej (sygnatura: F.13880)[50]
- Odbitka fotografii Heleny Sanguszkówny wykonanej ok. 1875 przez Walerego Rzewuskiego na papierze albuminowym o wymiarach 10,5×6 cm, przechowywana w zbiorach Biblioteki Narodowej (sygnatura: F.113824)[51].
- Odbitka fotografii Heleny Sanguszkówny wykonanej ok. 1879-1885, o wymiarach 14,4×9,8 cm, przechowywana w zbiorach Muzeum Narodowego w Krakowie (numer inwentarzowy: MNK XX-f-21394)[52].
- Odbitka fotografii Heleny Sanguszkówny w roli księżnej Gryzeldy Wiśniowieckiej w żywych obrazach z Ogniem i mieczem Henryka Sienkiewicza wykonanej w 1884 przez Walerego Rzewuskiego z negatywu szklanego kolodionowego na papierze albuminowym o wymiarach 19,1×9,4 cm (z ramką 20,9×10 cm), przechowywana w zbiorach Muzeum Narodowego w Warszawie (numer inwentarzowy: DI 99290 MNW)[53].

### Pozostałe
- Marmurowy płaskorzeźbiony portret Heleny Sanguszkówny nieznanego autorstwa, wykonany na terenie Austro-Węgier w 2. połowie XIX w., o wymiarach 38,5×33 cm, znajdujący się w zbiorach Muzeum Ziemi Tarnowskiej w Tarnowie (numer inwentarzowy: MT-A-M/168)[54].
- Reprodukcja portretu Heleny Sanguszkówny pędzla Franza Xavera Winterhaltera zamieszczona w numerze 15 czasopisma „Tygodnik Ilustrowany” z roku 1910[46].

## Przodkowie
|  |                                      |  |  |  |  |  |  |  |  |  |  |  |  |
|  | 8. Hieronim Janusz Sanguszko         |  |  |  |  |  |  |  |  |  |  |  |  |
|  |                                      |  |  |  |  |  |  |  |  |  |  |  |  |
|  |                                      |  |  |  |  |  |  |  |  |  |  |  |  |
|  | 4. Eustachy Sanguszko                |  |  |  |  |  |  |  |  |  |  |  |  |
|  |                                      |  |  |  |  |  |  |  |  |  |  |  |  |
|  |                                      |  |  |  |  |  |  |  |  |  |  |  |  |
|  | 9. Cecylia Urszula Potocka           |  |  |  |  |  |  |  |  |  |  |  |  |
|  |                                      |  |  |  |  |  |  |  |  |  |  |  |  |
|  |                                      |  |  |  |  |  |  |  |  |  |  |  |  |
|  | 2. Władysław Hieronim Sanguszko      |  |  |  |  |  |  |  |  |  |  |  |  |
|  |                                      |  |  |  |  |  |  |  |  |  |  |  |  |
|  |                                      |  |  |  |  |  |  |  |  |  |  |  |  |
|  | 10. Józef Klemens Czartoryski        |  |  |  |  |  |  |  |  |  |  |  |  |
|  |                                      |  |  |  |  |  |  |  |  |  |  |  |  |
|  |                                      |  |  |  |  |  |  |  |  |  |  |  |  |
|  | 5. Klementyna Czartoryska            |  |  |  |  |  |  |  |  |  |  |  |  |
|  |                                      |  |  |  |  |  |  |  |  |  |  |  |  |
|  |                                      |  |  |  |  |  |  |  |  |  |  |  |  |
|  | 11. Dorota Barbara Jabłonowska       |  |  |  |  |  |  |  |  |  |  |  |  |
|  |                                      |  |  |  |  |  |  |  |  |  |  |  |  |
|  |                                      |  |  |  |  |  |  |  |  |  |  |  |  |
|  | Helena Sanguszkówna                  |  |  |  |  |  |  |  |  |  |  |  |  |
|  |                                      |  |  |  |  |  |  |  |  |  |  |  |  |
|  |                                      |  |  |  |  |  |  |  |  |  |  |  |  |
|  | 12. Józef Lubomirski                 |  |  |  |  |  |  |  |  |  |  |  |  |
|  |                                      |  |  |  |  |  |  |  |  |  |  |  |  |
|  |                                      |  |  |  |  |  |  |  |  |  |  |  |  |
|  | 6. Henryk Lubomirski                 |  |  |  |  |  |  |  |  |  |  |  |  |
|  |                                      |  |  |  |  |  |  |  |  |  |  |  |  |
|  |                                      |  |  |  |  |  |  |  |  |  |  |  |  |
|  | 13. Ludwika Sosnowska                |  |  |  |  |  |  |  |  |  |  |  |  |
|  |                                      |  |  |  |  |  |  |  |  |  |  |  |  |
|  |                                      |  |  |  |  |  |  |  |  |  |  |  |  |
|  | 3. Izabela Maria Lubomirska          |  |  |  |  |  |  |  |  |  |  |  |  |
|  |                                      |  |  |  |  |  |  |  |  |  |  |  |  |
|  |                                      |  |  |  |  |  |  |  |  |  |  |  |  |
|  | 14. Józef Klemens Czartoryski (=10)  |  |  |  |  |  |  |  |  |  |  |  |  |
|  |                                      |  |  |  |  |  |  |  |  |  |  |  |  |
|  |                                      |  |  |  |  |  |  |  |  |  |  |  |  |
|  | 7. Teresa Czartoryska                |  |  |  |  |  |  |  |  |  |  |  |  |
|  |                                      |  |  |  |  |  |  |  |  |  |  |  |  |
|  |                                      |  |  |  |  |  |  |  |  |  |  |  |  |
|  | 15. Dorota Barbara Jabłonowska (=11) |  |  |  |  |  |  |  |  |  |  |  |  |
|  |                                      |  |  |  |  |  |  |  |  |  |  |  |  |
|  |                                      |  |  |  |  |  |  |  |  |  |  |  |  |

Na podstawie: Adam Boniecki, Herbarz polski, t. XV (s. 56), t. III (s. 319). Brak numerów stron w książce; Eustachy Erazm Sanguszko [online], www.ipsb.nina.gov.pl [dostęp 2020-06-04] [zarchiwizowane z adresu 2019-04-15] (pol.).; Z. Zielińska, Poczet polskich rodów arystokratycznych, Warszawa 1997, s. 66, 152, 153, 370–373.